# 白鬚神社 (各務原市川島笠田町)
白鬚神社（しろひげじんじゃ）は、岐阜県各務原市川島笠田町にある神社（白鬚神社）。社格は旧村社。岐阜県神社庁による白幣社。
式内社の尾張国葉栗郡川嶋神社の論社の一つである。他の論社としては各務原市川島松倉町の榎神社、愛知県江南市宮田町の川島神社などがある。

## 祭神
- 猿田彦命（さるたひこのみこと）[3]
- 天照大神（あまてらすおおみかみ）[3]

## 歴史

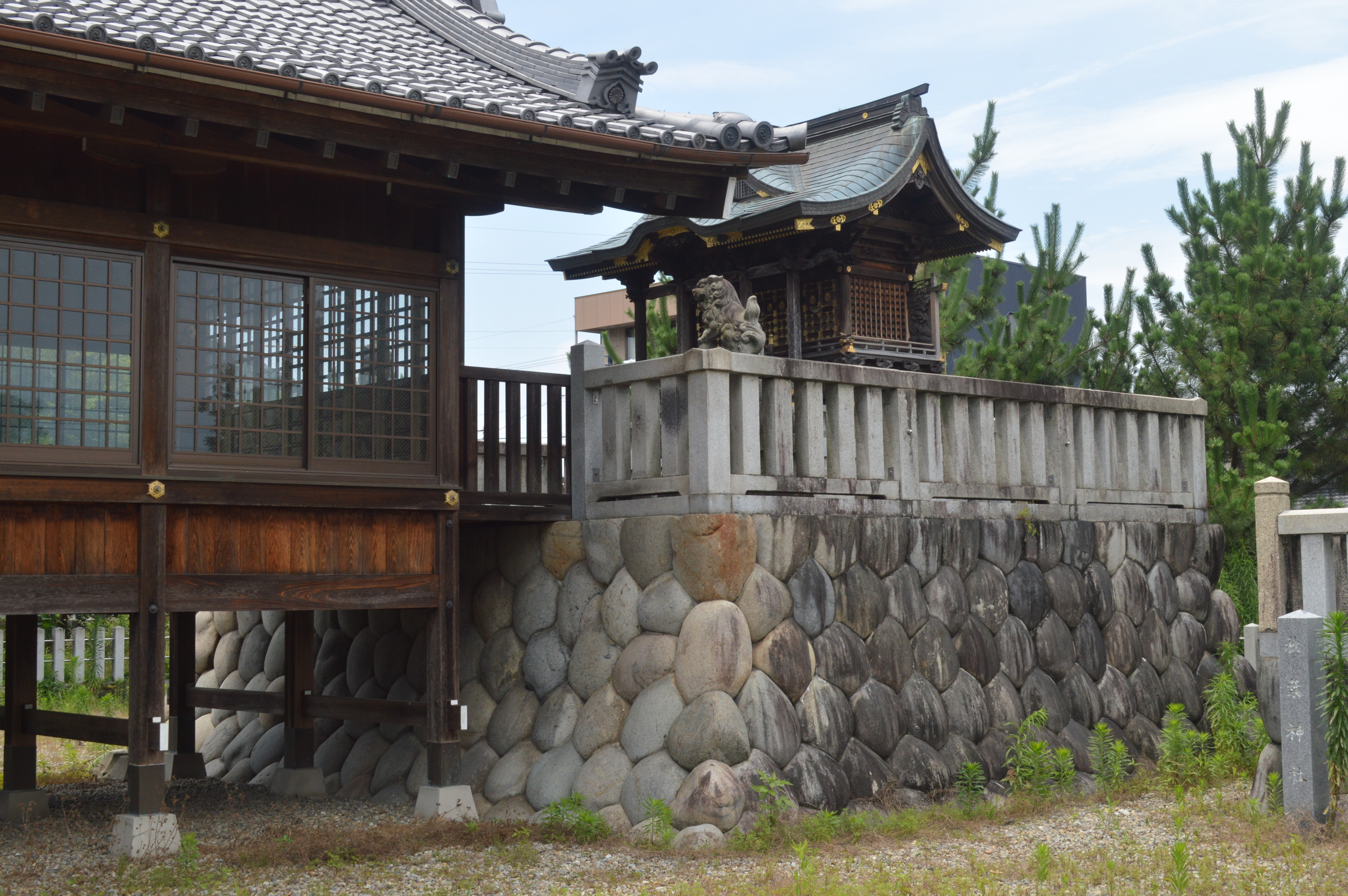
高い石垣の上に築かれた本殿

創建時期は不明。社伝によると、仁徳天皇の勅宣を受けて仁徳天皇壬子10年に創立したとされ、允恭天皇の勅宣を受けて允恭天皇乙卯4年に社殿が築かれたという。
霊亀2年（717年）、境内社として八幡神社を創建した。
天正14年（1586年）の木曽川の洪水により社殿が流出。この洪水での新たな木曽川の流路が尾張国と美濃国の境となり、この地域は尾張国葉栗郡から美濃国羽栗郡となった。境内社の八幡神社は羽栗郡間島（現・各務原市神置町 各務原市稲羽地区体育館）に移転した。その後、新加納陣屋大身旗本坪内利定（旧松倉城城主）によって葉栗郡笠田の現在地に移転した。白髭明神に改称し、後に白鬚神社に改称した。
明治時代には近代社格制度によって村社となった。戦後には岐阜県神社庁による白幣社となった。
1999年（平成11年）に拝殿、祭文殿、本殿、蕃塀などを新築し、神明神社を合祀した。

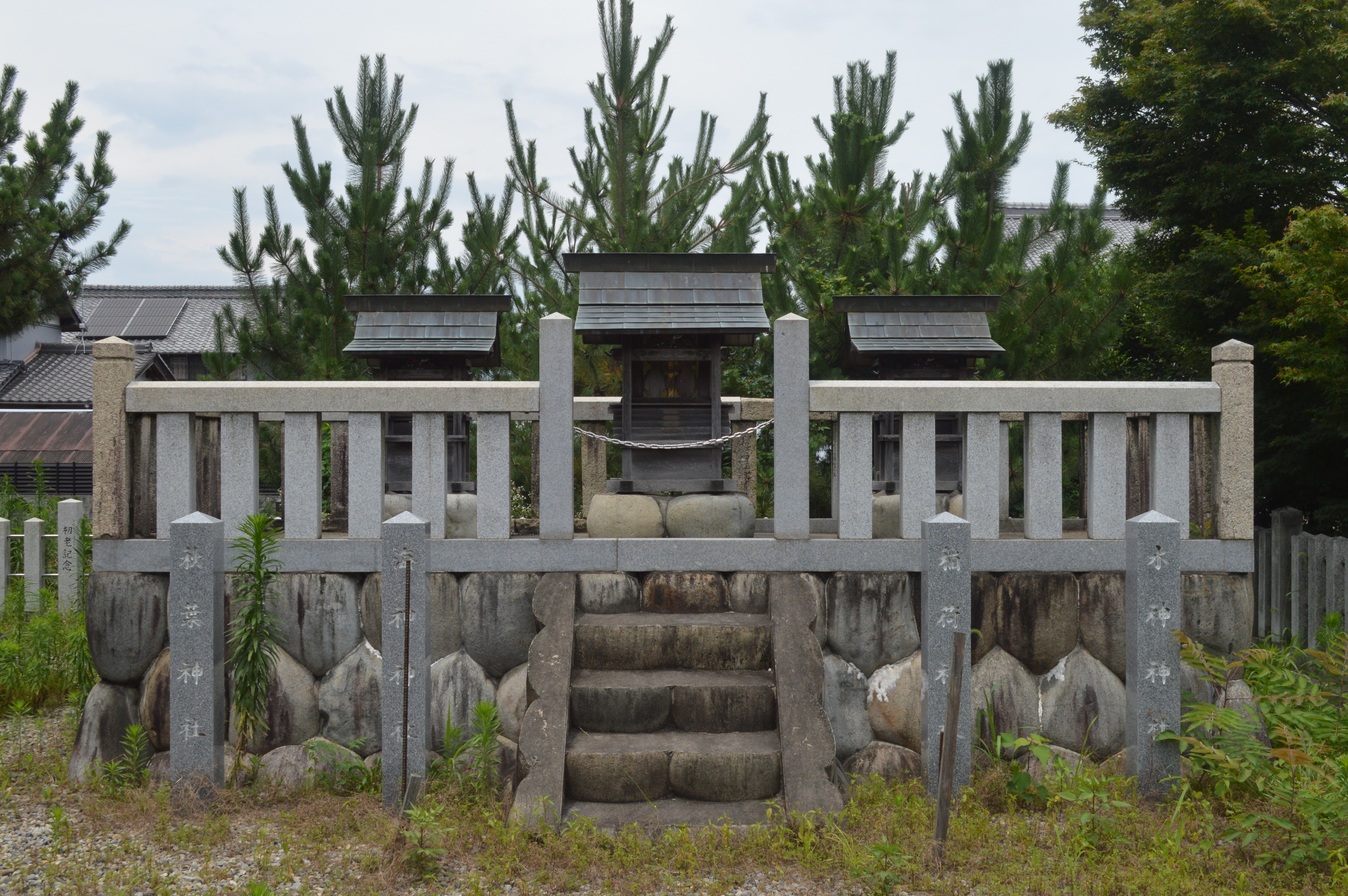
境内社
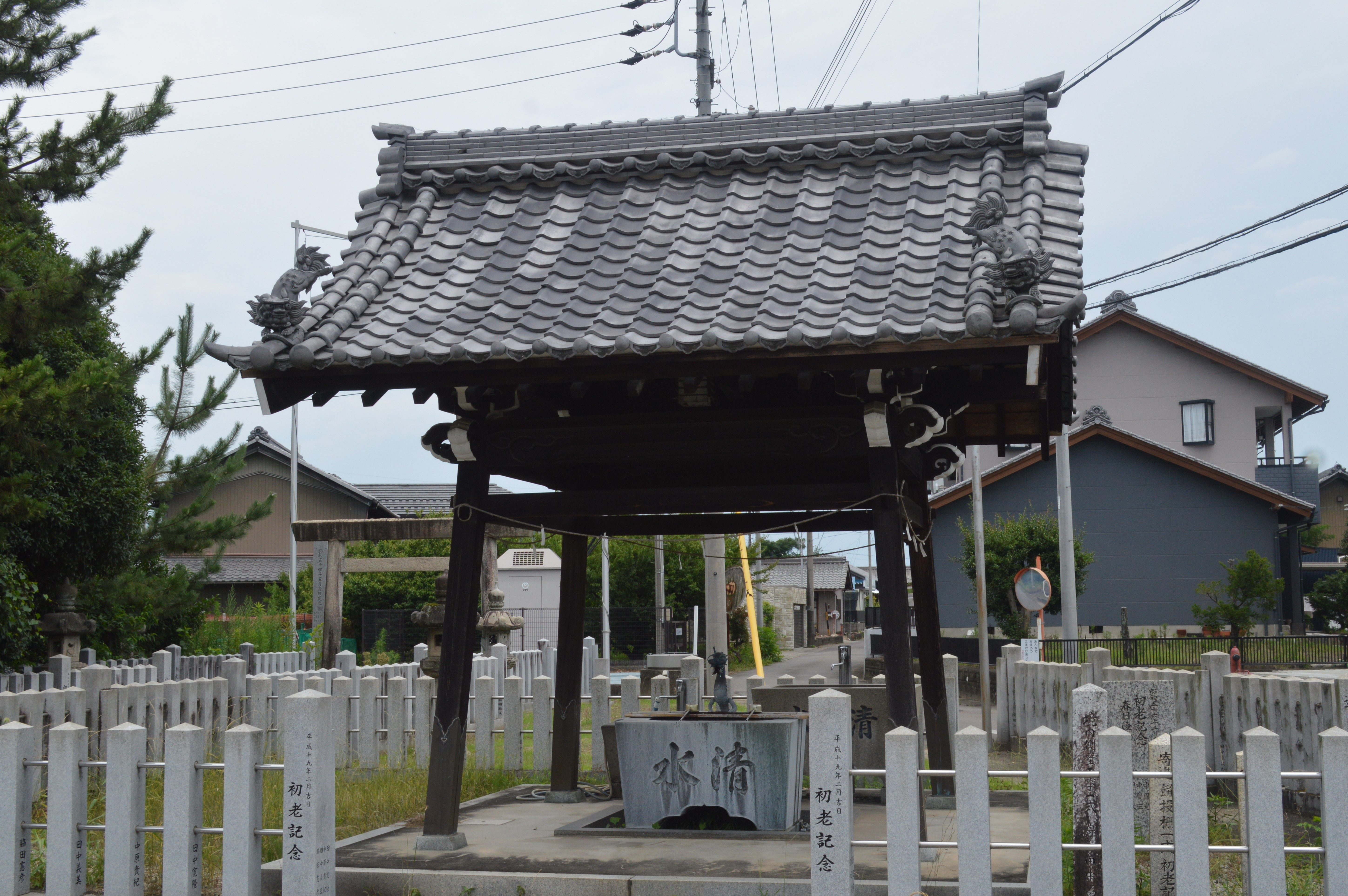
手水舎

## 境内社
境内社は海神神社と秋葉神社の2柱であったが、1996年（平成8年）に近隣の神社を吸収し境内社としている。
- 海神神社（祭神：底津綿津見神）[3]
- 秋葉神社（祭神：火之迦具土神)[3]
- 水神神社（祭神：天照大神）[3][10]
- 稲荷神社（祭神：倉稲魂神）[3]
- 金比羅神社（祭神：大国主命）[3]

## その他
- 報国碑

## 交通アクセス
- 各務原市ふれあいバス川島線「笠田東口」バス停下車、徒歩8分。
  - 名古屋鉄道各務原線各務原市役所前駅より【7】「新那加駅北口」行き
- 岐阜バス笠松川島線「笠田東口」バス停下車、徒歩8分。
  - 名古屋鉄道名古屋本線・竹鼻線笠松駅より「川島松倉」行き